# Danas
Danas, en serbe en écriture cyrillique : Данас (« Aujourd'hui »), est un quotidien serbe publié à Belgrade. Il a paru pour la première fois le 9 juin 1997. Le journal utilise l'alphabet serbe latin.

## Histoire
Dès sa création, Danas a adopté une ligne éditoriale très indépendante vis-à-vis du régime de Slobodan Milošević. De ce fait, il a dû subir les foudres du pouvoir en place. Danas fut, avec le Dnevni telegraf et Naša borba, interdit par un décret gouvernemental du 14 octobre 1998. L'interdiction fut levée le 20 octobre, mais elle fut remplacée par une loi sur l'information particulièrement restrictive. De ce fait, le journal fut à maintes reprises condamné à payer une amende. 
Après le départ de Milošević, Danas fut un des rares journaux serbes à résister au sensationnalisme ou au chauvinisme pour augmenter son tirage. De fait, il a vu ses ventes baisser régulièrement et les investisseurs étrangers se sont détournés de lui.
Aujourd'hui, Danas est considéré comme un journal de gauche, soutenant notamment les organisations non gouvernementales qui œuvrent en faveur des droits de l'homme. Il s'intéresse particulièrement aux problèmes liés à l'ex-Yougoslavie, à la social-démocratie et à l'intégration européenne.